# Rabosa de roca

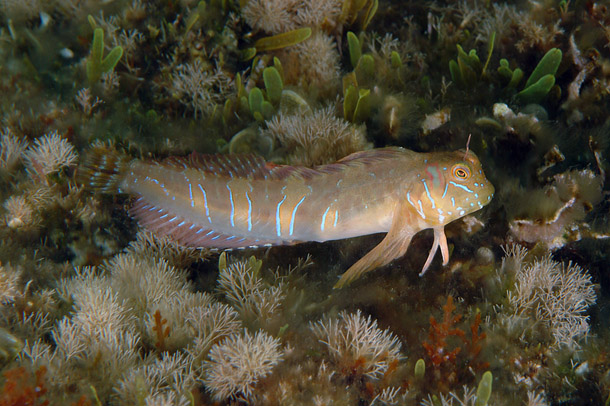
Exemplar fotografiat a la Toscana

La rabosa de roca o bavosa verda (Aidablennius sphynx) és una espècie de peix de la família dels blènnids i de l'ordre dels perciformes.

## Morfologia
- Els mascles poden assolir 8 cm de longitud total.[1][2]

## Reproducció
És ovípar.

## Alimentació
Menja invertebrats bentònics i algues.

## Hàbitat
És un peix marí de clima mediterrani.

## Distribució geogràfica
Es troba a l'Atlàntic oriental (el Marroc), la Mediterrània i la mar Negra.